# TeaMp0isoN
TeaMp0isoN（チームポイズン）は、3人および5人の少人数で構成されるコンピュータセキュリティ研究グループである。このグループは 2011年から2012年にかけて悪意のあるハッキング活動で悪評を得た。この活動には 国際連合、NASA、NATO、Facebook、Minecraft Pocket Editionフォーラム、その他大企業や政府機関への攻撃があった。TeaMp0isonは中心人物である、"TriCk"と"MLT"の逮捕を受け、2012年に解散した。

## イングランド防衛同盟
TeaMp0isoNはイングランド防衛同盟に関するいくつかの文書を公開し、イングランド防衛連盟の責任者数名の個人情報を含む情報を漏洩した。さらに、同盟の公式サイトを改竄した。

## Facebook
2011年1月、ソーシャルネットワーキングサイトFacebookのマーク・ザッカーバーグ、フランスのニコラ・サルコジ大統領のアカウントに、無許可で基本データがアップデートされた。1月25日、Facebookの広報担当はシステムのバグを認め、修正したと発言した。同じ週の後半に、デイリー・ビーストは、TeaMp0isoNのメンバーであるTriCkが「ZHC」と呼ばれるメンバーが、前年末にウェブサイトのバグを悪用し、無許可の基本データのアップデートを投稿、リストの130ページへのニュースフィードを一時的にブロックしたと報じた。標的となったグループの1つであるイングランド防衛連盟の広報担当者はイスラム教を批判する内容のページがハッキングされたことを認めた。フェイスブックのセキュリティチームは、この件についてデイリービーストから連絡を受け、ログの中に悪意のある活動の証拠は見つからなかったとした。

## トニー・ブレアのアドレス帳漏洩
6月、元イギリス首相トニー・ブレアのアドレス帳やその他の個人データとされる情報をPastebinに公開した。TeaMp0isoNは、このデータは元々、2010年12月に手に入れたとしている。ブレアの広報担当者は、データはブレアから直接渡されたものではなく、元スタッフの個人メールアカウントから送られたと述べている。TeaMp0isoNはこれに反応を示し、「私たちが情報を入手した方法についてブレアの羊達は嘘をついている。私たちはプライベートなエクスプロイトからメール サーバーに侵入しログを消去した。グッドラック」と言及した。

## BlackBerry
2011年のイギリス暴動の際、BlackBerry Messengerが略奪者たちの補助になっていると思われていた。TeaMp0isoNは、BlackBerryの製造元であるRIMが警察と政府に協力すると約束したことへの返答として、BlackBerryの公式ブログを改竄した。そしてTeaMp0isoNは「警察と政府を攻撃している暴徒たちを我々は全面的に支持する」という声明を発表した。

## 政府情報の漏洩
2011年7月、サラ・ペイリンに対する8件の訴訟を発表、バラク・オバマの件についても訴訟を考えているとした。
2011年8月8日、TeaMp0isoNは公開された脆弱性を利用し、NASAのドメインでされているサイトのハッシュ化された管理者パスワードを公開した。
2011年11月、イギリス国防省のSQLインジェクションの脆弱性を利用して得たとされるメールアドレスとパスワードのリストを公開した 国防省はイギリスの防衛政策を管理する責任を負い、イギリス軍の本部でもある。
2011年12月には、大韓民国のオンラインゲームの加入者、1,300万のアカウントデータを漏洩した。
2012年4月においてはMI6を標的にした。このグループは、コンピューターで生成された通話でテロ対策ホットラインを繰り返し氾濫させるスクリプトを作成、その後、自らもホットラインに電話をかけ職員を嘲笑した。職員は追跡され、FBIに通報されると警告したが、TeaMp0isoNはMI6のエージェントを盗聴し、職員間の会話を録音、漏洩した会話をYouTubeに投稿したという。
2012年4月3日、NATOのサーバにアクセスし、そこから得たデータを漏洩し、サイトの検索ページを改竄した。

## OpCensor This 作戦
TeaMp0isoNはハッカーグループアノニマスと協力し、検閲に抗議することをとした作戦、OpCensorThisを開始した。この作戦は多くのメディアの注目を集め、ラッパーでISILに関係していたLyricist JinnやTabanacleといった音楽アーティストは作戦の認知度を高めるためにミュージックビデオを制作した。
後にTeaMp0isoNは作戦をするためにいくつかのサイトを改竄したが、最も重大な標的は国際連合開発計画とイギリスの大衆紙デイリー・メールであった。

## ロビン・フッド作戦
占拠活動への反応として、TeaMp0isoNがアノニマスに加わり、オンラインでロビン・フッド作戦を開始、ウェブサイトをハッキングしてクレジットカードを入手し、活動家組織に寄付を行い、銀行はハッキングされた口座に返金すべきと主張した。動画では、「ロビン・フッド作戦はクレジットカードで99％の人々と世界中のさまざまな慈善団体に寄付する。銀行は人々にお金を返金することを余儀なくされるだろう」、また、「口座を安全な信用組合に移す」よう促している。
作戦の一環として、TeaMp0isoNはイスラエルの銀行OneとCityNetの脆弱性を利用して同国の26,000件を超えるクレジットカード情報を漏洩した。
TeaMp0isoNはさらに、著名なラッパーのショーン・コムズ（別名P-Diddy）のクレジットカード情報とパスポートのスキャンを公開し、コムズのクレジットカードを使って慈善団体に寄付し、Twitter上で求めた人にピザを注文した。コムズはTeaMp0isoNを追跡するために内部調査を開始し、私立探偵チームを雇ったとされている。

## 報復作戦
TeaMp0isoNの創設メンバーTriCkの逮捕の後、グループは報復作戦を発表し、MI6に対するDDoS攻撃の報告から始まり、その後、国際的な日本の電子機器メーカーパナソニック、オーストラリア政府、世界保健機関などに対して攻撃が行われた。さらに、Consternation SecurityとDoxbinもハッキングされたと報告された。

## 国連
2011年11月、TeaMp0isoNは128件のユーザー名とログイン情報を公開、これらは国際連合開発計画から入手したものだとしている。国際連合開発計画の広報担当者によれば、そのデータは古いデータを含む古いサーバーから抽出された情報だという。対してTeaMp0isoNは異議を唱え、サーバーが実際にはまだ国連によって積極的に使用されていることを示すサーバーログとその他の証拠を公開した。
2012年4月、TeaMp0isoNは再び国連をハッキングし、今回は世界保健機関も標的とし、管理者の資格情報を含むユーザー名とハッシュ化されたパスワードリストを漏洩させた。

## 逮捕事例
2012年4月10日、テロ容疑者がアメリカへの引き渡しに抗議のため、イギリスの反テロホットラインに一日中いたずら電話をかけるスクリプトを作成した。4月12日、警察はこの事件で悪質通信法とコンピュータ不正使用法違反の疑いで、16歳と17歳の若者を逮捕した。
2012年5月9日、TeaMp0isoNのメンバーでスポークスマンとされるMLTが、テロ対策ホットラインへの攻撃やその他の犯罪に関連し、コンピューター不正使用法違反の疑いでスコットランドヤードによって逮捕された。

## 2015年の活動
2015年、TeaMp0isoNは復活し、違法行為には手付けていないとされる。公式のTwitterアカウントの投稿で、Google、Amazon、eBay、ハーバード大学、アメリカ海洋大気庁、コムキャスト、タイム・ワーナー・ケーブル、ウエスタンユニオン、国連、ロンドン証券取引所、オートデスク、その他いくつかの大規模システムの脆弱性を特定し、公開した。TeaMp0isoNはまた、マルコムXとマリリン・モンローの追悼サイトに影響を与えるものや、多数のウェブサイトで使用されている一般的なWordPressプラグインに影響を与えるものなど、いくつかのゼロデイエクスプロイトをリリースした。これに加えて、彼らのウェブサイトとフォーラムは、新たに立ち上げられた IRC ネットワークとともに復活した。また、侵入テスターが合法かつ倫理的な環境内でスキルを磨くことができるウォーゲームサイト計画もあるという。
2015年4月、TeaMp0isoNは、ハーバード大学、スタンフォード大学、プリンストン大学、テキサス大学、カリフォルニア大学 など、多くの主要大学の脆弱性を特定し、公開した。これら脆弱性の多くは、SQLインジェクションの欠陥によるものであった。また、TeaMp0isoNはゼロデイSQLインジェクションの脆弱性を特定し、その結果、ウォータールー、オンタリオ、ピール、その他のカナダの都市および地区のクライム・ストッパーズ・インターナショナルなどの多くのサイトが侵入された。
2015年5月、TeaMp0isoNのメンバーであるKMSがMinecraftPocket Editionフォーラムを標的にし、データベースに侵入して16,000件を超えるユーザー名とパスワードのリストを漏洩させたという。

## 2016年の活動
2016年の活動は、悪質なハッカーグループと善良なホワイトハッカーグループの混成型で再開されたことが示された。グループはアメリカ合衆国教育省、カリフォルニア大学ロサンゼルス校などの機関の脆弱性を公開した。
2016年2月そして3月、同グループは国連機関とアメリカ最大のインターネットサービスプロバイダの両方に侵入した。2月中旬にはTeaMp0isoNが世界観光機関に侵入し、フォーラムインデックスを改竄した。2月下旬に、TeaMp0isoNはタイム・ワーナー・ケーブルのビジネスクラス・マネージドセキュリティ・サービス・ポータルに侵入。現在は停止中のTwitterフィードによれば、バックエンドのチケットシステムと4,191人のユーザーの詳細にアクセスしたという。

## ISILとの繋がり
TeaMp0isoNの一人、TriCkは、トニー・ブレアの個人情報を晒したとして逮捕された悪質なハッカーのジュナイド・フセインであるとされている。フセインは保釈中にイギリスから逃亡し、ISILに参加したと報じられている。フセインはソーシャルメディアを使ってISILに入隊する兵士を募集するなどISILの著名な宣伝活動家となり、「サイバーカリフ」のグループ名で数々の注目を集めた攻撃の背後にいたとされる。 フセインはジハーディ・ジョンともつながりがあったと見られている。フセインは他のISILメンバーと協力して反政府メディアグループにアメリカ兵とその家族の個人情報の正体を暴き、通報した疑いもある。
フセインは海外においてその影響力のため、国防総省のキルリストで重要なターゲットとなっていた。2015年8月26日、アメリカ当局は、高い確信を持ってシリアにおいてドローン攻撃でフセインを殺害したと述べた